# Фуркево
Фуркево (фр. Fourquevaux) насеље је и општина у јужној Француској у региону Миди Пирене, у департману Горња Гарона која припада префектури Тулуз.
По подацима из 2011. године у општини је живело 751 становника, а густина насељености је износила 74,88 становника/km². Општина се простире на површини од 10,03 km². Налази се на средњој надморској висини од 230 метара (максималној 256 m, а минималној 165 m).

## Демографија
| 1962. | 1968. | 1975. | 1982. | 1990. | 1999. | 2011. |
| ----- | ----- | ----- | ----- | ----- | ----- | ----- |
| 345   | 351   | 460   | 557   | 639   | 716   | 751   |

График промене броја становника у току последњих година